# Анте Миличич
Анте Миличич (англ. Ante Milicic, нар. 4 квітня 1974, Сідней) — австралійський футболіст, що грав на позиції нападника. По завершенні ігрової кар'єри — тренер. Виступав за національну збірну Австралії, з якою став чемпіоном Океанії 2004 року.

## Клубна кар'єра
Народився 4 квітня 1974 року в місті Сідней. Вихованець Австралійського інституту спорту, куди був відібраний у віці 16 років.
У дорослому футболі дебютував 1992 року виступами за «Сідней Юнайтед», в якій провів один сезон, взявши участь у 6 матчах Національної футбольної ліги, вищого дивізіону країни.
Для отримання ігрової практики у 1993 році пограв за «Канберра Дікін» у чемпіонаті Нового Південного Уельсу, після чого повернувся у «Сідней Юнайтед», де виступав до 1997 року. У сезоні 1996/97 Миличич став з командою переможцем регулярної першості Національної футбольної ліги, забивши 19 голів у 30 іграх чемпіонату, чем зацікавив Європейські клуби.
Влітку 1997 року Миличич став гравцем нідерландського клубу «НАК Бреда». Відіграв за команду з Бреди наступні два сезони своєї ігрової кар'єри. Більшість часу, проведеного у складі «НАК Бреда», був основним гравцем атакувальної ланки команди, але а підсумками сезону 1998/99 команда зайняла 18 місце і покинула вищий дивізіон.
Влітку 1999 року уклав контракт з хорватською «Рієкою», у складі якого провів наступні два роки своєї кар'єри гравця. Граючи у складі «Рієки» також здебільшого виходив на поле в основному складі команди і у першому сезоні зайняв з командою 4-те місце, що дозволило Анте наступного сезону дебютувати у єврокубках, зігравши у Кубку УЄФА 2000/01.
2001 року Миличич повернувся до Австралії, де спочатку сезон знову пограв за «Сідней Юнайтед», після чого перейшов у інший місцевий клуб «Сідней Олімпік». У цій команді Миличич став автором єдиного голу у Гранд Фіналі НФЛ, принісши своїй команді титул чемпіона Австралії, а сам гравець отримав медаль Джо Марстона найкращому гравцю гри. Через два роки Миличич знову зіграв у Гранд Фіналі НФЛ 2004 року, цього разу представляючи «Парраматта Пауер». Втім вдруге стати чемпіоном країни Анте не зміг, у фіналі його команда поступилась «Перт Глорі» 0:1.
Після розформування у 2004 році Національної футбольної ліги Миличич грав у новоствореній малайзійській Суперлізі за «Паханг», з яким теж став чемпіоном країни. Тоді ж поширилась думка, що, маючи стелю зарплат в розмірі 1,5 мільйона доларів, яка була накладена на всі клуби новоствореної А-ліги, Миличич не зможе повернутися в Австралію. Однак він приєднався до «Ньюкасл Юнайтед Джетс» перед сезоном 2005/06. При цьому саме Миличич став першим гравцем A-ліги, який забив хет-трик, це сталось в 11 турі в грі проти «Нью Зіланд Найтс» 4 листопада 2005.
У травні 2006 року Анте перейшов в інший клуб ліги «Квінсленд Роар», де провів наступні півтора року і 8 грудня 2007 року припинив контракт за взаємною згодою та приєднався до клубу малайзійської прем'єр-ліги «Шахзан Муда».
Завершував ігрову кар'єру у нижчолігових австралійських клубах «Сідней Юнайтед», де був граючим тренером, та «Данденонг Сіті», за які виступав до 2010 року.

## Виступи за збірні
1993 року залучався до складу молодіжної збірної Австралії, з якою був учасником молодіжного чемпіонату світу 1993 року. Миличич став одним з героїв своєї команди, забивши 3 голи у 6 матчах, в тому числі і в матчі за 3-тє місце, втім австралійці його програли Англії 1:2 і не здобули медалей, але Анте з шістьма іншими гравцями став найкращим бомбардиром турніру.

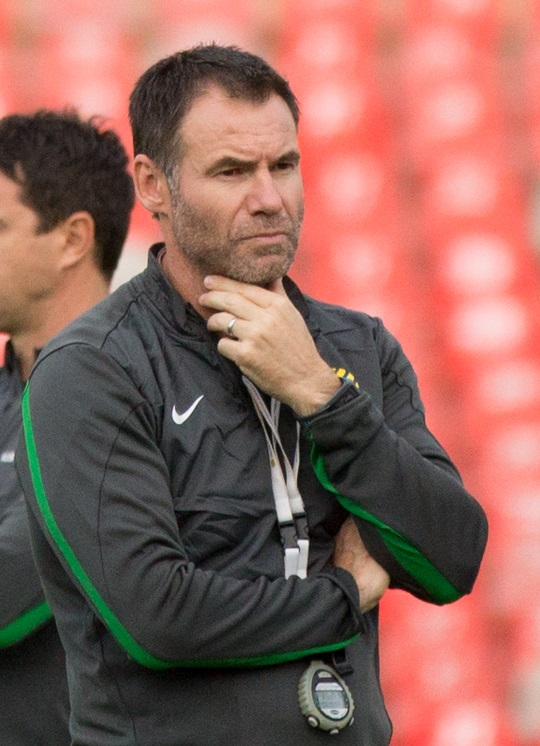
Анте Миличич у 2015 році.

6 липня 2002 року дебютував в офіційних матчах у складі національної збірної Австралії на Кубку націй ОФК 2002 року у Новій Зеландії в грі проти Вануату (2:0). Через кілька днів у грі з Фіджі (8:0) Миличич забив перший гол за збірну. В підсумку його збірна дійшла до фіналу, де поступилась новозеландцям 0:1, здобувши «срібло».
Через два роки він зіграв і на домашньому Кубку націй ОФК 2004 року, де забив по голу у обох фінальних матчах проти Соломонових островів (5:1, 6:0) і став з командою чемпіоном Океанії. Всього протягом кар'єри у національній команді, яка тривала 4 роки, провів у її формі 6 матчів, забивши 5 голів.

## Кар'єра тренера
Після роботи граючим тренером у «Сідней Юнайтед» протягом 2009 року, він увійшов у тренерський штаб Джона ван 'т Схіпа в новоствореному клубі «Мельбурн Харт», а у 2012–2014 роках був асистентом Тоні Поповича у «Вестерн Сідней Вондерерз». 
З 2004 року Миличич став працювати у структурі Австралійської федерації футболу і приєднався до Анге Постекоглу на посаді помічника тренера національної збірної Австралії. Також був головним тренером збірної Австралії U-23, з якою брав участь у молодіжному чемпіонаті Азії в 2018 році в Китаї, після чого протягом 2018—2019 років очолював тренерський штаб молодіжної збірної Австралії U-20, з якою дійшов до чвертьфіналу Юнацького (U-19) кубка Азії 2018 року в Індонезії. 18 лютого 2019 року Миличич був оголошений ФФА тимчасовим головним тренером жіночої збірної Австралії до кінця чемпіонату світу 2019 року, на якому австралійки дійшли до 1/8 фіналу.
15 травня 2019 року Миличич був оголошений головним тренером новоствореного клубу «Макартур», який з 2020 почне виступати у А-лізі.

## Титули і досягнення

### Командні
- Чемпіон Австралії: 2002
- Срібний призер Кубка націй ОФК: 2002

### Індивідуальні
- Найкращий бомбардир молодіжного чемпіонату світу 1993 року(3 голи)
- Найкращий бомбардир чемпіонату Австралії 2003/04 (20 голів)